# Selezioni giovanili della nazionale femminile di pallacanestro della Serbia
Le selezioni giovanili della nazionale di pallacanestro femminile della Serbia, sono state gestite dalla Federazione cestistica della Serbia e partecipavano ai tornei cestistici internazionali femminili per squadre nazionali, limitatamente a specifiche classi d'età.

## Under-20
Rappresenta le migliori giocatrici di nazionalità serba di età non superiore ai 20 anni. Partecipa a tutte le manifestazioni internazionali giovanili di pallacanestro per nazioni gestite dalla FIBA.
Il suo percorso ha ricalcato per intero quello della nazionale di categoria montenegrina dal 1992 al 2006, anno di riconoscimento dell'indipendenza del Montenegro e la conseguente nascita della selezione nazionale.

### Partecipazioni
FIBA EuroBasket Under-20
- 2007 -  2°
- 2008 -  3°
- 2009 - 7°
- 2010 - 8°
- 2011 - 4°

- 2012 - 11°
- 2013 - 8°
- 2014 - 4º
- 2015 - 10°
- 2016 - 4°

- 2017 - 9°
- 2018 -  2°
- 2019 - 6º
- 2022 - 8°

## Under-19
Rappresenta le migliori giocatrici di nazionalità serba di età non superiore ai 19 anni. Partecipa a tutte le manifestazioni internazionali giovanili di pallacanestro per nazioni gestite dalla FIBA.

### Partecipazioni
Mondiali Under-19
- 2005 -  2°
- 2007 -  3°
- 2013 - 11°
- 2015 - 11°

 Serbia under 19 - Campionato mondiale femminile di pallacanestro Under-19 20074 Mesaroš, 5 Petrović, 6 Matović, 7 Bogićević, 8 Roglić, 9 Milovanović, 10 Miljković, 11 Gobeljić, 12 Cerina, 13 Ivanović, 14 Musović, 15 Ivković,        All. Zoran Kovačić
 Serbia under 19 - Campionato mondiale femminile di pallacanestro Under-19 20134 Bosnjak, 5 Crvendakić, 6 Vidaković, 7 Kovačević, 8 Stepanović, 9 Topuzović, 10 Stanaćev, 11 Vučković, 12 Janković, 13 Mandić, 14 Ćirić, 15 Bošković,        All. Zoran Kovačić
 Serbia under 19 - Campionato mondiale femminile di pallacanestro Under-19 20154 Zec, 5 Stevanović, 6 Jokić, 7 Šubašić, 8 Bogićević, 9 Arsenić, 10 Katanić, 11 Nogić, 12 Vučković, 13 Vojinović, 14 Ilić, 15 Bojović,        All. Zoran Tir

## Under-18
Rappresenta le migliori giocatrici di nazionalità serba di età non superiore ai 18 anni. Partecipa a tutte le manifestazioni internazionali giovanili di pallacanestro per nazioni gestite dalla FIBA.
Fino al 1991, le atlete serbe hanno fatto parte della nazionale di categoria jugoslava.

Dal 1992, il suo percorso ha ricalcato per intero quello della nazionale di categoria montenegrina fino al 2006, anno di riconoscimento dell'indipendenza del Montenegro e la conseguente nascita della selezione nazionale.

### Partecipazioni
Division A
- 2007 -  1°
- 2008 - 6°
- 2009 - 5°
- 2010 - 12°
- 2011 - 8°

- 2012 -  3°
- 2013 -  3°
- 2014 - 4°
- 2015 - 11°
- 2016 - 11°

- 2017 -  2°
- 2018 - 12°
- 2019 - 16°
- 2023 - 4°

Division B
- 2022 -  3°

## Under-16
Rappresenta le migliori giocatrici di nazionalità serba di età non superiore ai 16 anni. Partecipa a tutte le manifestazioni internazionali giovanili di pallacanestro per nazioni gestite dalla FIBA.
Fino al 1991, le atlete serbe hanno fatto parte della nazionale di categoria jugoslava.

Dal 1992, il suo percorso ha ricalcato per intero quello della nazionale di categoria montenegrina fino al 2006, anno di riconoscimento dell'indidendenza del Montenegro e la conseguente nascita della selezione nazionale.

### Partecipazioni
Division A
- 2007 - 4°
- 2008 - 14°
- 2009 - 11°
- 2010 - 4°
- 2011 - 13°

- 2012 - 14°
- 2014 - 11º
- 2015 - 10°
- 2016 - 13°
- 2017 - 12°

- 2018 - 15°
- 2023 - 7°

Division B
- 2013 -  1°
- 2019 - 5°
- 2022 -  1°